# Whyalla
Whyalla är en ort i Australien, huvudort i kommunen City of Whyalla. Den ligger i delstaten South Australia, omkring 230 kilometer nordväst om delstatshuvudstaden Adelaide.
Det finns inga andra samhällen i närheten.
Genomsnittlig årsnederbörd är 407 millimeter. Den regnigaste månaden är maj, med i genomsnitt 71 mm nederbörd, och den torraste är oktober, med 9 mm nederbörd.